# Chit
Chitul este un material fluid sau vâscos alcătuit dintr-un amestec de substanțe minerale sau vegetale care servește la lipit, chituit, nivelat etc.